# Morrinhos do Sul
Morrinhos do Sul egy község (município) Brazíliában, Rio Grande do Sul állam északi partvidékén. 2021-ben becsült népessége 2891 fő volt.

## Története
1826-ban a birodalmi kormány németeket telepített Colônia São Pedro vidékére. A földterület azonban nem volt elegendő az összes bevándorló számára, így a 20. század elején egyesek nyugati irányba, a földrész dombos belseje felé indultak, ahol a mai Morrinhos do Sul területén termékeny vidéket találtak. A föld megtisztítása után növénytermesztésbe fogtak, azonban a hely elszigeteltsége, a betegségek, a kormány támogatásának hiánya miatt a közösség igen lassan fejlődött.
1992-ben függetlenedett Torrestől és 1993-ban önálló községgé nyilvánították.

## Leírása
Székhelye Morrinhos do Sul, további kerületei Costão, Morro de Dentro, Morro do Forno. Gazdaságának legnagyobb részét a kereskedelem és szolgáltatások teszik ki. Legfontosabb mezőgazdasági terménye a banán.